# بطولة أمريكا المفتوحة 1987 - الزوجي المختلط
في بطولة أمريكا المفتوحة 1987 - الزوجي المختلط فاز كل من مارتينا نافراتيلوفا وإميليو سانشيز على بيتسي ناجيلسين وبول أناكون في المباراة النهائية بنتيجة 6–4، 6–7 (6–8)، 7–6 (14–12).

## التوزيع
1. مارتينا نافراتيلوفا /  إميليو سانشيز (البطولة)
2. بيتسي ناجيلسين /  بول أناكون (النهائي)
3. كاثي جوردان /  كين فلاتش (الجولة الثانية)
4. إليز بورجين /  بلين ويلنبورغ (الجولة الثانية)
5. إليزابيث سميلي /  جون فيتزجيرالد (تنس) (الجولة الثانية)
6. زينا غاريسون /  شيرود ستيوارت (نصف النهائي)
7. لا يوجد
8. تين شوير لارسن /  مايكل مورتنسن (الجولة الأولى)

## المباريات

### مفتاح
- Q = متأهل Qualifier
- WC = وايلد كارد Wild Card
- LL = خاسر محظوظ Lucky Loser
- Alt = بديل Alternate
- SE = Special Exempt
- PR = تصنيف محمي Protected Ranking
- w/o = فوز سهل Walkover
- r = انسحاب Retired
- d = Defaulted
- SR = Special ranking
- ITF = ITF entry
- JE = Junior exempt

### النهائي
| النهائي |                                   |   |    |     |
|         |                                   |   |    |     |
|         |                                   |   |    |     |
| 1       | مارتينا نافراتيلوفا إميليو سانشيز | 6 | 6  | 714 |
| 2       | بيتسي ناجيلسين بول أناكون         | 4 | 78 | 612 |